# Svenska mästerskapen i längdskidåkning 1964
Svenska mästerskapen i längdskidåkning 1964 arrangerades i Rättvik.

## Medaljörer, resultat

### Herrar
| Gren              | Guld                                                     | Guld                                                     | Silver         | Silver      | Brons            | Brons    |
| 15 km             | Ragnar Persson                                           | Föllinge IK                                              | Assar Rönnlund | IFK Umeå    | Bjarne Andersson | IFK Mora |
| 30 km             | Assar Rönnlund                                           | IFK Umeå                                                 | Ragnar Persson | Föllinge IK | Sixten Jernberg  | Lima IF  |
| 50 km             | Ragnar Persson                                           | Föllinge IK                                              | Assar Rönnlund | IFK Umeå    | Sixten Jernberg  | Lima IF  |
| Stafett 3 x 10 km | Lima IF (Sven Jernberg, Vidar Mattsson, Sixten Jernberg) | Lima IF (Sven Jernberg, Vidar Mattsson, Sixten Jernberg) |                |             |                  |          |
| Lagtävling 15 km  | IFK Mora                                                 | IFK Mora                                                 |                |             |                  |          |
| Lagtävling 30 km  | Lycksele IF                                              | Lycksele IF                                              |                |             |                  |          |
| Lagtävling 50 km  | Sälens IF                                                | Sälens IF                                                |                |             |                  |          |

### Damer
| Gren             | Guld                                                    | Guld                                                    | Silver            | Silver        | Brons             | Brons         |
| 5 km             | Toini Gustafsson                                        | IFK Likenäs                                             | Britt Strandberg  | Edsbyns IF    | Barbro Martinsson | Skellefteå SK |
| 10 km            | Toini Gustafsson                                        | IFK Likenäs                                             | Barbro Martinsson | Skellefteå SK | Britt Strandberg  | Edsbyns IF    |
| Stafett 3 x 5 km | Edsbyns IF (Gun Ädel, Alice Eriksson, Britt Strandberg) | Edsbyns IF (Gun Ädel, Alice Eriksson, Britt Strandberg) |                   |               |                   |               |
| Lagtävling 5 km  | Edsbyns IF                                              | Edsbyns IF                                              |                   |               |                   |               |
| Lagtävling 10 km | Edsbyns IF                                              | Edsbyns IF                                              |                   |               |                   |               |

### Webbkällor
- Svenska Skidförbundet